# Secure Reliable Transport
Secure reliable transport (zkratkou SRT) je otevřený (open-source) a bezplatný přenosový protokol pro zabezpečený a nízkolatenční přenos vysoce kvalitního videa přes hlučné nebo nepředvídatelné ztrátové sítě, jako je veřejný internet.

## Technický přehled
SRT využívá mechanismus opětovného přenosu paketů zvaný ARQ (Automatic Repeat reQuest) nad datovým tokem UDP (User Datagram Protocol). Je tak zajištěna ochrana před ztrátou paketů, kolísající šířkou pásma a nestabilní rychlostí odezvy a tím pádem i kvalita a integrita živého videa. 
SRT využívá UDP protokol, který byl navržen pro rychlý přenos souborů, jako podkladovou transportní vrstvu. Oproti např. TCP (Transmission Control Protocol) je vylepšen využitím selektivního a okamžitého opakovaného přenosu na bázi negativního potvrzení (NAK), když přijímač detekuje chybějící paket.

## Výhody a implementace
SRT protokol je implementován s otevřeným zdrojovým kódem, který udržuje nízké náklady bez licenčních poplatků, dlouhodobých smluv nebo měsíčních předplatných. Otevřenost SRT podporuje jeho široké přijetí a urychluje inovace prostřednictvím neustálého společného vývoje. Protokol je také podporován spoustou široce používaných nástrojů jako OBS Studio nebo VLC player.
Dalšími výhodami SRT protokolu jsou:  
- Vysoká kvalita: Protokol chrání před ztrátou paketů, jitterem a kolísáním šířky pásma.
- Spolehlivost a nízká latence: Zajišťuje kvalitu a integritu video streamů bez ohledu na to, jak nespolehlivá je síť.
- Interoperabilita: SRT nepodporuje pouze specifické formáty – funguje jako obal kolem obsahu na úrovni síťového přenosu a může mít jakýkoli typ video formátu, kodeku, rozlišení nebo snímkové frekvence.
- Bezpečnost: 128/256bitového šifrování AES zajišťuje ochranu obsahu od začátku do konce, takže k němu nemají přístup žádné neoprávněné strany.[3]

## Nevýhody a konkurence
SRT je nejčastěji přirovnáván k RTMP (Real-Time Messaging Protocol). Ačkoli SRT trvale překonává RTMP nejen z hlediska latence a kvality videa, RTMP se stále drží za HTTP Live Streaming (HLS) jako druhý nejpoužívanější streamovací protokol. Důvodem mohou být prozatímní nevýhody SRT jako např. neschopnost distribuce obsahu velkému počtu uživatelů nebo velmi raná fáze vývoje.

## SRT Alliance
SRT Alliance je organizace založená společností Haivision za účelem správy a podpory aplikací open source protokolu SRT pod názvem SRT Open Source Project. Zavázala se podporovat interoperabilitu řešení pro streamování videa a spolupráci průkopníků ve video průmyslu s cílem dosažení síťového přenosu videa s nízkou latencí a přijetí SRT jako běžného standardu.